# Schloss Allersburg

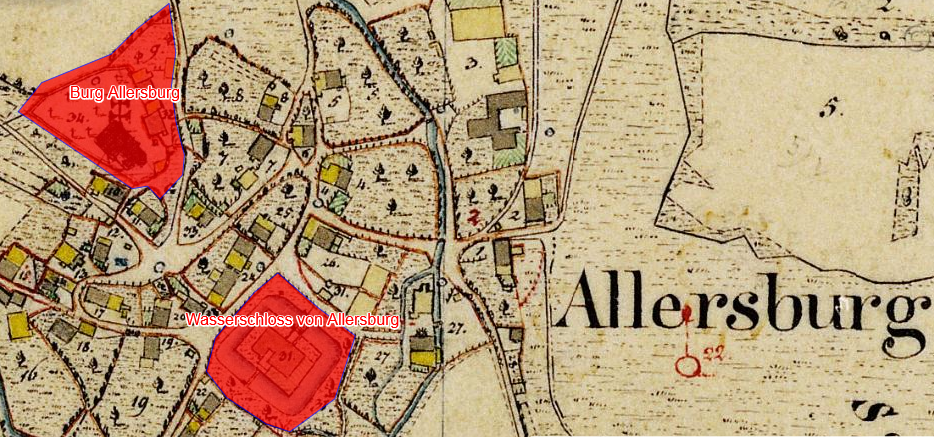
Lageplan von Burg Allersburg und Wasserschloss Allersburg auf dem Urkataster von Bayern

Die Reste von Schloss Allersburg, auch als Schloss Alarasbach oder Wasserschloss Alarasbach bezeichnet, liegen im Ortsteil Allersburg des Oberpfälzer Marktes Hohenburg im Landkreis Amberg-Sulzbach von Bayern. Die Anlage wird als Bodendenkmal unter der Aktennummer D-3-6636-0059 im Bayernatlas als „untertägige Befunde des abgegangenes Wasserschlosses von Allersburg, zuvor mittelalterliche Burg“ geführt. Ebenso sind die Reste des Schlosses unter der Aktennummer D-3-71-129-46 als denkmalgeschütztes Baudenkmal von Allersburg verzeichnet.

## Geschichte
Hier wird ein Ministerialengeschlecht der Grafen von Hohenburg, nämlich die Allersbacher (oder Alsbacher) lokalisiert, während das zweite Ortsadelsgeschlecht der Allerburger auf der nach ihnen benannten Burg Allersburg ihren Sitz hatten; Letztere sind zwischen 1126 und 1210 hier nachweisbar.
Seit dem 16. Jahrhundert ist Allersburg ein Neuburger Landsassengut im Landgericht Burglengenfeld. Hans Scharpfenberger wird erstmals 1521 in den Neuburger Matrikeln genannt. Er weigerte sich zwar 1523, auf dem Neuburger Landtag zu erscheinen, da er bischöflicher Landsasse sei, später hat er sich aber dem Landgericht Burglengenfeld unterstellt. Die Erben des Hans Scharpfenberger, Hans Georg und Jobst, haben 1565 das Gut geteilt, wobei Hans Georg der bischöflichen Seite zuneigte, Jobst der neuburgischen. Hans Georg verkaufte seinen Anteil an Hans Joachim Stieber zu Lutzmannstein, der sich ebenfalls der neuburgischen Seite anschloss. Jobst Scharpfenberger war 1569 bis 1579 bischöflicher Pfleger zu Hohenburg. Als sein Erbe erscheint 1590 Ludwig Scharpfenberger, der 1596 seinen Anteil an Allersburg dem Hochstift Regensburg verkauft.
Der Zwist um Allersburg wurde erst 1602 bei einem umfassenden Ausgleich zwischen Herzog Philipp Ludwig und Bischof Wolfgang gelöst. Seit dieser Zeit war Allersburg zweigeteilt, wobei ein Teil dem bischöflichen Amt Hohenburg und der andere zu Pfalz-Neuburg gehörte. Den pfalz-neuburgischen Teil der Hofmark übernahm Joachim Stieber von Pattenheim. Die Stieber hatten diesen Teil bis 1663 inne. Den anderen Teil besaß Sabina, Witwe des Ludwig von Scharpfenberg. Am 22. Juni 1662 verkauften wg. Verschuldung die Siebers ihren Anteil an Lutzmannstein und Allersburg an Franz von Giese auf Sinningen und Seibersdorf, damals Hofkammerpräsident zu Neuburg und Pfleger zu Hemau. 1660 erwarb David Stich, Pflegskommissar zu Hemau den halben Teil der Hofmark von der Witwe des Ludwig von Scharpfenberg. 1678 verkaufte er seinen Teil an Franz Wolf von Giese, Pfleger zu Velburg; somit war die ganze Hofmark Allersburg in einer Hand vereinigt. Der letzte dieser Familie war bis 1816 Philipp Karl von Giese; die Hofmark kam dann an seinen Stiefsohn und wurde 1849 aufgelöst.

## Baulichkeit
Im Tal südöstlich der Ortschaft lag das Schloss Alarasbach. Nach einer Beschreibung von 1846 bestand es aus zwei nebeneinander liegenden großen Gebäuden, die zwar erst um 1750 erbaut worden sind, damals aber schon ruinös waren. Diese Gebäude wurden vermutlich an der Stelle eines älteren Vorgängerbaus errichtet, wobei auf den Katasterplänen noch ein Ringgraben zu sehen ist. Das Schloss zerfiel im 19. Jahrhundert, an seiner Stelle steht heute das „Weiherhaus“, um das herum noch Mauer- und Grabenreste erhalten sind.